# Union (Ohio)
Pour les articles homonymes, voir Union.
Union est une ville américaine située dans les comtés de Montgomery et de Miami, dans l'Ohio. Selon le recensement de 2010, sa population est de 6 419 habitants.

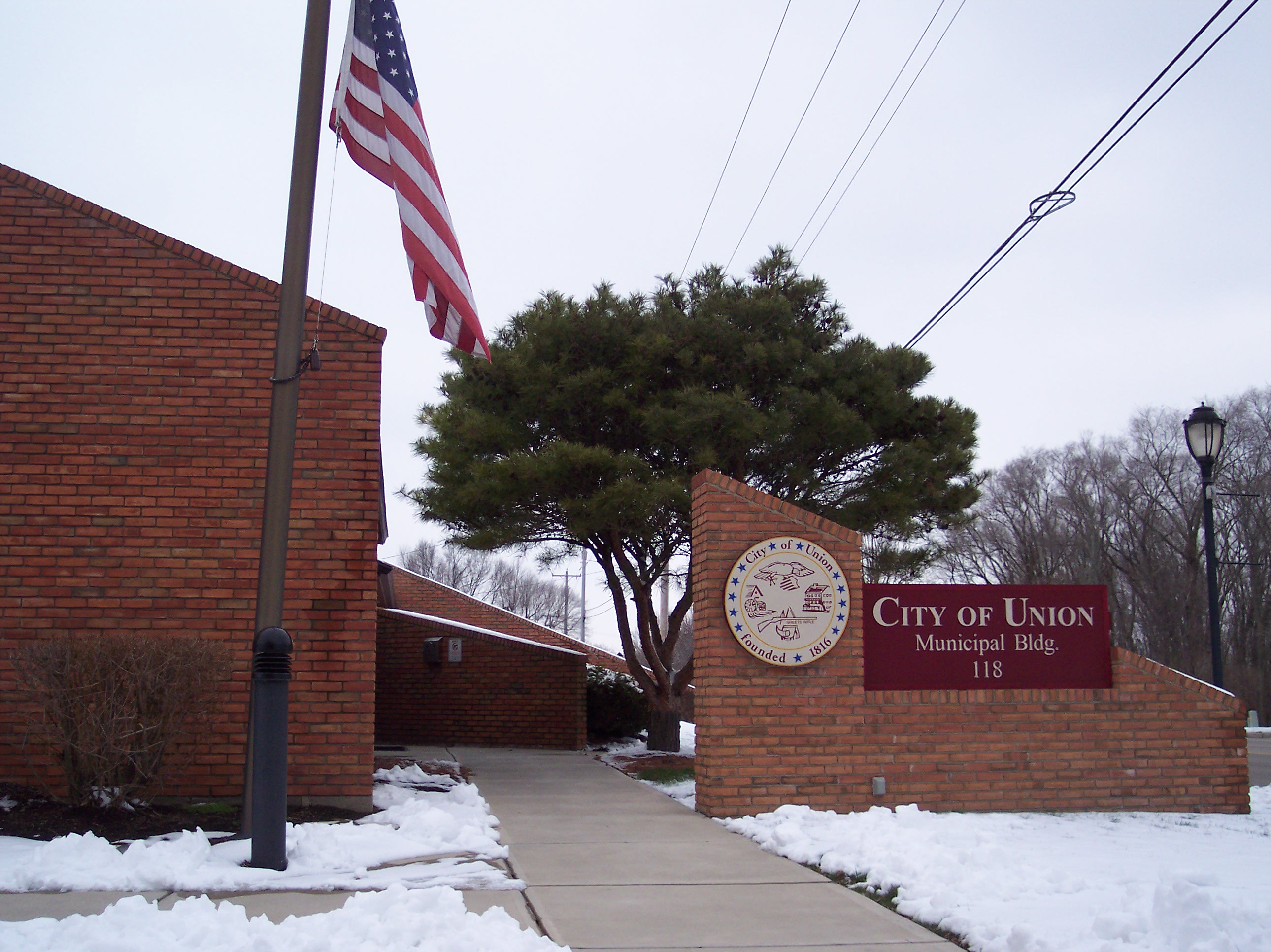
Édifice municipal d'Union